# Pedro Petrone
Pedro Petrone Schiavone (11. květen 1905, Montevideo, Uruguay  – 13. prosinec 1964, Montevideo, Uruguay) byl uruguayský fotbalista. Nastupoval především na postu útočníka. Pro svou mimořádnou střeleckou kvalitu si získal přezdívku Artillero (Kanonýr).
S uruguayskou reprezentací vyhrál mistrovství světa ve fotbale 1930. Má též zlatou medaili ze dvou olympijských her, roku 1924 (nejlepší střelec turnaje) a 1928. Dvakrát vyhrál s národním týmem mistrovství Jižní Ameriky (1923, 1924). Na obou těchto turnajích byl nejlepším střelcem. V národním týmu působil v letech 1923–1930 a odehrál za něj 29 utkání, v nichž vstřelil 24 góly.
S Nacionalem Montevideo se stal dvakrát mistrem Uruguaye (1924, 1933). Hrál i v Evropě, za Fiorentinu, v roce 1932 se v jejím dresu stal s 25 góly nejlepším střelcem italské ligy.

## Hráčská statistika v Itálii
| Sezóna  | Klub       | Liga    | Liga   | Liga | Ligové poháry | Ligové poháry | Ligové poháry | Kontinentální poháry | Kontinentální poháry | Kontinentální poháry | Celkem | Celkem |
| Sezóna  | Klub       | Soutěž  | Zápasy | Góly | Soutěž        | Zápasy        | Góly          | Soutěž               | Zápasy               | Góly                 | Zápasy | Góly   |
| ------- | ---------- | ------- | ------ | ---- | ------------- | ------------- | ------------- | -------------------- | -------------------- | -------------------- | ------ | ------ |
| 1931/32 | Fiorentina | Serie A | 27     | 25   | -             | 0             | 0             | -                    | 0                    | 0                    | 27     | 25     |
| 1932/33 | Fiorentina | Serie A | 17     | 12   | -             | 0             | 0             | -                    | 0                    | 0                    | 17     | 12     |
| Celkem  | Celkem     | Celkem  | 44     | 37   | -             | 0             | 0             | -                    | 0                    | 0                    | 44     | 37     |

## Hráčské úspěchy

### Klubové
- 2× vítěz uruguayské ligy (1924, 1933)

### Reprezentační
- 1x na MS (1930 – zlato)
- 4x na MJA (1923 – zlato, 1924 – zlato, 1927 – stříbro, 1929 – bronz)
- 2x na OH (1924 – zlato, 1928 – zlato)

### Individuální
- 3x nejlepší střelec na MJA (1923, 1924, 1927)
- 1x nejlepší střelec na OH (1924)
- 1x Nejlepší střelec v italské ligy (1931/32)